# Stefan Bradl
Stefan Bradl (* 29. November 1989 in Augsburg) ist ein ehemaliger deutscher Motorradrennfahrer.
2011 wurde Bradl Weltmeister in der Moto2-Klasse. Vor dem Gewinn der Weltmeisterschaft 2011 waren seine größten Erfolge der Gewinn der Internationalen Deutschen Motorradmeisterschaft 2005 und der spanischen Motorradmeisterschaft 2007 in der 125-cm³-Klasse. Seine beste Platzierung in der MotoGP-Klasse hatte er 2013 mit dem zweiten Platz beim Großen Preis der USA in Laguna Seca.

## Karriere

### 125-cm³-Weltmeisterschaft
Stefan Bradl gewann als KTM-Werkspilot 2005 den Titel in der 125-cm³-Klasse der Internationalen Deutschen Motorradmeisterschaft. Er siegte bei drei der acht ausgetragenen Rennen und hatte im Endklassement einen Zähler Vorsprung vor seinem österreichischen Teamkollegen Michael Ranseder. Parallel bestritt der 15-Jährige bei den Großen Preisen von Katalonien und Deutschland auch seine ersten beiden Weltmeisterschaftsläufe.
In der Saison 2006 bestritt Bradl die komplette 125-cm³-Weltmeisterschaft für das KTM Junior Team, das von Dieter Stappert geleitet wurde. Einzig zählbares Resultat war ein elfter Platz beim Grand Prix von Tschechien in Brünn. Am Ende der Saison wurde er von KTM entlassen, da ein zweites Jahr im Team vertraglich an eine Platzierung unter den ersten 15 in der Weltmeisterschaft gekoppelt war. Stefan Bradl wurde, auch durch Verletzungen bedingt, mit vier Weltmeisterschaftspunkten jedoch nur 26. der Gesamtwertung.
In der Saison 2007 sollte Stefan Bradl für das spanische Repsol-Honda-Team des ehemaligen Grand-Prix-Piloten Alberto Puig auf einer Honda-Werksmaschine antreten. Jedoch erklärte er am 14. Februar 2007 überraschend, im Alter von nur 17 Jahren, seinen Rücktritt vom aktiven Rennsport. Auslöser der Entscheidung war unter anderem die Tatsache, dass Bradl zur Saisonvorbereitung sieben Wochen am Stück in Spanien hätte bleiben sollen. Später entschied er sich jedoch, seine Karriere doch fortzusetzen und unterschrieb einen Vertrag beim Blusens-Aprilia-Team, für das er zuerst nur die spanische 125-cm³-Meisterschaft bestritt. Nach einem Laufsieg auf dem Circuit de Catalunya, nahm er als Wildcardfahrer jedoch auch am Weltmeisterschaftslauf um den Großen Preis von Katalonien auf dieser Strecke teil und belegte den neunten Platz. Nach weiteren Wildcardeinsätzen in den Niederlanden und am Sachsenring, bei denen er jeweils in die Punkteränge fuhr, durfte Stefan Bradl als Stammpilot bei den letzten sechs Weltmeisterschaftsläufen der Saison starten. Sein bestes Resultat des Jahres wurde schließlich der sechste Platz beim Großen Preis von Portugal. Im Weltmeisterschafts-Gesamtklassement belegte er, mit nur neun von 17 bestrittenen Rennen, den 18. Platz. In der spanischen Meisterschaft konnte sich Bradl mit zwei Siegen und acht Zählern Vorsprung auf seinen britischen Teamkollegen Scott Redding den Titel sichern.
Im August 2007 unterzeichnete Stefan Bradl einen Kontrakt mit dem deutschen Team Kiefer für die Saison 2008 auf einer Aprilia in der 125-cm³-Weltmeisterschaft. Beim Grand Prix von Katar erreichte er mit dem dritten Rang seinen ersten Podestplatz in der Motorrad-Weltmeisterschaft. Beim Grand Prix von Deutschland am Sachsenring wurde Bradl Zweiter, beim folgenden Großen Preis von Tschechien konnte der Zahlinger seinen ersten Grand-Prix-Sieg feiern. Bradl wurde damit der erste deutsche Sieger in der Motorradweltmeisterschaft seit Steve Jenkner 2003. Beim Großen Preis von Japan in Motegi gelang Bradl sein zweiter Sieg, beim folgenden Australien-Grand-Prix stellte er im Training mit einer Höchstgeschwindigkeit von 245,9 km/h einen neuen absoluten Geschwindigkeitsrekord für die seit 1949 bestehende Klasse bis 125 cm³ auf.

### Moto2-Klasse

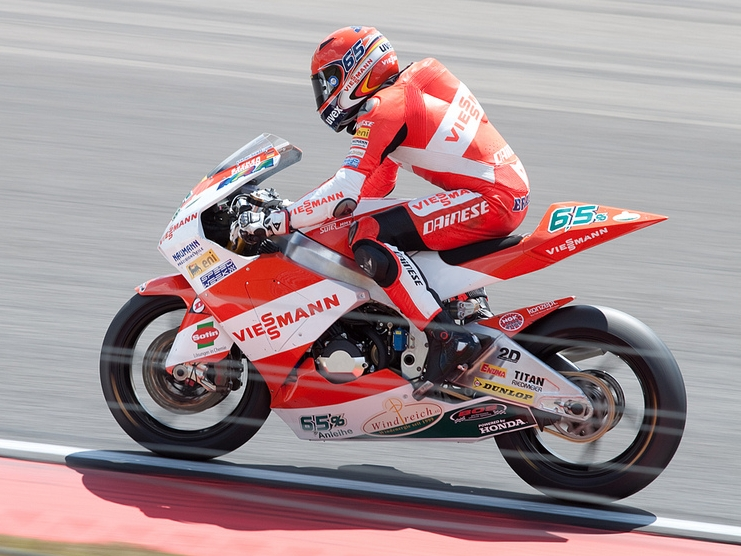
Bradl auf Suter bei der Dutch TT 2010

Nach einer wenig erfolgreichen Saison 2009, die Bradl mit zwei vierten Plätzen als bestes Einzelergebnis an zehnter Stelle der Weltmeisterschaft abschloss, entschied man sich gemeinsam mit dem Kiefer-Team in die neu gegründete Moto2-Klasse aufzusteigen. Als Fahrwerkslieferant fungierte der Schweizer Hersteller Suter.
Nach Schwierigkeiten in der Saisonvorbereitung schaffte Bradl beim ersten Rennen der Saison in Katar den dritten Startplatz, schied jedoch in der ersten Runde nach einer Kollision mit Alex De Angelis aus. Im Verlauf der Saison zeigte Bradl immer stärkere Leistungen und krönte das Jahr mit seinem ersten Moto2-Sieg im portugiesischen Estoril.
Das Team entschied sich im Winter, 2011 ein Fahrwerk des deutschen Herstellers Kalex Engineering einzusetzen. Die Testfahrten zur Saison 2011 verliefen vielversprechend für Bradl. Gleich das erste Rennen in Katar entschied der Bayer mit einem Start-Ziel-Sieg überlegen für sich. Im fünften Rennen, dem Grand Prix von Katalonien, konnte sich Stefan Bradl die fünfte Pole-Position in Folge sichern und fuhr zu seinem dritten Saisonsieg. In der zweiten Saisonhälfte erstarkte Bradls Rivale Marc Márquez und übernahm drei Rennen vor Saisonende erstmals die Führung in der Gesamtwertung. In den beiden folgenden Rennen konnte sich Stefan Bradl die Führung allerdings zurückerobern und sich vor dem finalen Lauf in Valencia ein Polster von 23 Punkten verschaffen. Da Marquez verletzungsbedingt in Sepang und Valencia nicht antreten konnte, wurde Bradl der zweite Moto2-Weltmeister.

### MotoGP-Klasse
Für die Saison 2012 wurde Stefan Bradl vom italienischen LCR-Team des ehemaligen Piloten Lucio Cecchinello unter Vertrag genommen, wo er eine Honda RC213V pilotiert. Mit diesem Motorrad kam er im Jahresverlauf immer besser zurecht und sicherte sich beim Italien GP mit dem vierten Platz sein bestes Saisonergebnis. In der Endabrechnung holte Bradl mit 135 Punkten den achten Platz.
2013 startet Bradl erneut auf Honda im LCR-Team. Bei der Dutch TT in Assen 2013 konnte er sich zum ersten Mal in seiner MotoGP-Karriere mit Platz drei für die erste Startreihe qualifizieren. Die ersten Führungskilometer in der MotoGP fuhr er auf dem Sachsenring. Beim Großen Preis der USA in Laguna Seca sicherte er sich nach 26 gefahrenen Grand-Prix-Rennen seine erste Pole-Position in der MotoGP. Im Rennen fuhr er die ersten 18 Runden als Führender, bevor er vom späteren Sieger Marc Márquez überholt wurde. Sein zweiter Platz war die erste Platzierung auf dem Siegerpodest in seinem 27. MotoGP Rennen. Mitte August 2013 wurde sein Vertrag bei LCR-Honda um die Saison 2014 verlängert. Beim letzten freien Training des GP von Malaysia brach er sich den rechten Knöchel und musste operiert werden. Deshalb konnte er bei den folgenden Rennen in Malaysia und Australien nicht starten.
2014 startete Bradl erneut auf Honda im LCR-Team. Beim Großen Preis von Katar schied er nach einem Sturz in Führung liegend vorzeitig aus. Beim nächsten Rennen, dem Großen Preis von Texas, kam Bradl als Vierter ins Ziel.
Im Jahr 2015 startete Bradl für das Team Athinà Forward Racing, auf einer Yamaha. Die im LCR Honda gezeigten Leistungen reichten dem japanischen Motorenwerk nicht aus, somit endete seine Zeit bei LCR Honda nach drei Jahren mit Ende der Saison 2014. LCR Teamchef Lucio Cecchinello hätte Bradl gern behalten, fand sogar einen privaten Geldgeber, um die Bedingung von Honda für die Weiterverpflichtung zu erfüllen. Allerdings hat Bradl zu diesem Zeitpunkt bereits bei Yamaha unterschrieben. Sein Cockpit hat der Brite Cal Crutchlow übernommen.
Bradl hatte einen Highsider während des Rennens in Assen und stürzte. Dabei brach er sich das rechte Kahnbein. Am Montag nach dem Rennen wurde er operiert. In Folge dieser Verletzung konnte er nicht an seinem Heimrennen in Deutschland teilnehmen. Ihn ersetzte Claudio Corti. Aufgrund der Festnahme von Forward-Racing-Teambesitzer Giovanni Cuzari und der ungewissen Zukunft des Teams kündigte Bradl am 29. Juli 2015 seinen Vertrag. Auf der Suche nach einem neuen Arbeitgeber stand Bradl ab dem 1. August 2015 beim Aprilia Gresini Team unter Vertrag. Sein neues Einsatzmotorrad dort ist die Aprilia RS-GP.
Auch 2016 fuhr Bradl im Aprilia-Werksteam. Sein Teamkollege war weiterhin der Spanier Álvaro Bautista. Die Saison verlief für beide Piloten wenig erfolgreich und Aprilia gab mit dem Spanier Aleix Espargaró sowie den Briten Sam Lowes frühzeitig die neue Fahrerpaarung für 2017 bekannt.
Seit 2018 ist Stefan Bradl bei Honda als Testfahrer unter Vertrag. In dieser Zeit nahm er als Ersatz- oder Wildcardfahrer regelmäßig an MotoGP-Rennen teil. Als Marc Márquez im Jahr 2020 beim Großem Preis von Spanien in Jerez schwer gestürzt war und daraufhin den Rest der Saison ausfiel, war Stefan Bradl als Ersatzfahrer elf Rennen lang im Repsol Honda Team im Einsatz. Am Ende der Saison belegte er den 19. Platz.
Zudem ist Bradl TV-Experte bei den Übertragungen der Motorrad-Weltmeisterschaft bei ServusTV.

### Superbike-Weltmeisterschaft
Nach zwölf Jahren in der Motorrad-Weltmeisterschaft wechselte Stefan Bradl in der Saison 2017 in die FIM-Superbike-Weltmeisterschaft. Dort fuhr er im Honda-Werksteam eine CBR 1000 SP. Sein Teamkollege war der US-Amerikaner Nicky Hayden.

## Persönliches
Stefan Bradl ist der Sohn des 250-cm³-Vizeweltmeisters von 1991, Helmut Bradl, und dessen Frau Gisela.

## Statistik

### Erfolge
- 2011 – Moto2-Weltmeister auf Kalex
- 2012 – MotoGP-Rookie of the Year auf Honda
- 7 Grand-Prix-Siege

### In der Motorrad-Weltmeisterschaft
(Stand: Großer Preis von Deutschland, 7. Juli 2024)
| Saison | Klasse  | Team                        | Motorrad       | Rennen | Rennen | Siege | Podien | Poles | Punkte | Punkte | Ergebnis    |
| ------ | ------- | --------------------------- | -------------- | ------ | ------ | ----- | ------ | ----- | ------ | ------ | ----------- |
| 2005   | 125 cm³ | Red Bull ADAC KTM Juniors   | KTM            | 3      | 3      | –     | –      | –     | 1      | 1      | 35.         |
| 2006   | 125 cm³ | Red Bull KTM Junior Team    | KTM            | 9      | 9      | –     | –      | –     | 4      | 4      | 26.         |
| 2007   | 125 cm³ | Blusens Aprilia             | Aprilia        | 9      | 9      | –     | –      | –     | 39     | 39     | 18.         |
| 2008   | 125 cm³ | Grizzly Gas Kiefer Racing   | Aprilia        | 17     | 17     | 2     | 6      | –     | 187    | 187    | 4.          |
| 2009   | 125 cm³ | Viessmann Kiefer Racing     | Aprilia        | 16     | 16     | –     | –      | –     | 85     | 85     | 10.         |
| 2010   | Moto2   | Viessmann Kiefer Racing     | Suter          | 16     | 16     | 1     | 1      | –     | 97     | 97     | 9.          |
| 2011   | Moto2   | Viessmann Kiefer Racing     | Kalex          | 17     | 17     | 4     | 11     | 7     | 274    | 274    | Weltmeister |
| 2012   | MotoGP  | LCR Honda MotoGP            | Honda          | 18     | 18     | –     | –      | –     | 135    | 135    | 8.          |
| 2013   | MotoGP  | LCR Honda MotoGP            | Honda          | 16     | 16     | –     | 1      | 1     | 156    | 156    | 7.          |
| 2014   | MotoGP  | LCR Honda MotoGP            | Honda          | 18     | 18     | –     | –      | –     | 117    | 117    | 9.          |
| 2015   | MotoGP  | Forward Racing              | Forward-Yamaha | 8      | 17     | –     | –      | –     | 9      | 17     | 18.         |
| 2015   | MotoGP  | Aprilia Racing Team Gresini | Aprilia        | 9      | 17     | –     | –      | –     | 9      | 8      | 18.         |
| 2016   | MotoGP  | Aprilia Racing Team Gresini | Aprilia        | 17     | 17     | –     | –      | –     | 63     | 63     | 16.         |
| 2018   | MotoGP  | EG 0,0 Marc VDS             | Honda          | 1      | 5      | –     | –      | –     | –      | 10     | 24.         |
| 2018   | MotoGP  | HRC Honda Team              | Honda          | 2      | 5      | –     | –      | –     | –      | 10     | 24.         |
| 2018   | MotoGP  | LCR Honda                   | Honda          | 2      | 5      | –     | –      | –     | 10     | 10     | 24.         |
| 2019   | MotoGP  | HRC Honda Team              | Honda          | 1      | 4      | –     | –      | –     | 6      | 16     | 21.         |
| 2019   | MotoGP  | Repsol Honda Team           | Honda          | 3      | 4      | –     | –      | –     | 10     | 16     | 21.         |
| 2020   | MotoGP  | Repsol Honda Team           | Honda          | 11     | 11     | –     | –      | –     | 27     | 27     | 19.         |
| 2021   | MotoGP  | Repsol Honda Team           | Honda          | 3      | 5      | –     | –      | –     | 8      | 14     | 22.         |
| 2021   | MotoGP  | HRC Honda Team              | Honda          | 2      | 5      | –     | –      | –     | 6      | 14     | 22.         |
| 2022   | MotoGP  | Repsol Honda Team           | Honda          | 7      | 8      | –     | –      | –     | 2      | 2      | 26.         |
| 2022   | MotoGP  | Team HRC                    | Honda          | 1      | 8      | –     | –      | –     | –      | 2      | 26.         |
| 2023   | MotoGP  | Repsol Honda Team           | Honda          | 1      | 6      | –     | –      | –     | –      | 8      | 26.         |
| 2023   | MotoGP  | HRC Honda Team              | Honda          | 2      | 6      | –     | –      | –     | 2      | 8      | 26.         |
| 2023   | MotoGP  | LCR Honda Castrol           | Honda          | 3      | 6      | –     | –      | –     | 6      | 8      | 26.         |
| 2024   | MotoGP  | HRC Honda Team              | Honda          | 3      | 3      | –     | –      | –     | 0      | 0      | 24.         |
| Gesamt | Gesamt  | Gesamt                      | Gesamt         | 215    | 215    | 7     | 19     | 8     | 1252   | 1252   | 1 WM-Titel  |

Grand-Prix-Siege
| Saison | Klasse  | Rennen                                           |
| ------ | ------- | ------------------------------------------------ |
| 2008   | 125 cm³ | Tschechien Japan                                 |
| 2010   | Moto2   | Portugal                                         |
| 2011   | Moto2   | Katar Portugal Katalonien Vereinigtes Konigreich |

### In der Superbike-Weltmeisterschaft
| Saison | Team                                | Motorrad            | Rennen | Siege | Zweiter | Dritter | Poles | Schn. Runden | Punkte | Ergebnis |
| ------ | ----------------------------------- | ------------------- | ------ | ----- | ------- | ------- | ----- | ------------ | ------ | -------- |
| 2017   | Red Bull Honda World Superbike Team | Honda CBR 1000RR SP | 18     | –     | –       | –       | –     | –            | 67     | 14.      |
| Gesamt | Gesamt                              | Gesamt              | 18     | 0     | 0       | 0       | 0     | 0            | 67     |          |

### Weitere Erfolge
- Deutscher 125-cm³-Meister auf KTM: 2005
- Spanischer 125-cm³-Meister auf Aprilia: 2007

Rekorde in der Motorrad-Weltmeisterschaft
- Moto2-Klasse
  - meiste Pole Positions in Folge: 5 (2011) 1

Anmerkungen:

## Verweise